# Där är du, här är jag
Där är du, här är jag var jullovsmorgon i Sveriges Television december 1971–januari 1974. Beppe Wolgers var programledare, och till sin hjälp hade han sina barn och deras kompisar. Programmet utspelade sig i och omkring familjen Wolgers villa i Käppala på Lidingö, men mycket var dock inspelat i TV-studio. I programmet förekom bland andra Anita och Televinken, Sanslösa gängets Brak-Teater och tecknade filmer såsom Scooby-Doo.

## Källhänvisningar
1. ↑  "Där är du, här är jag". Arkiverad 17 maj 2014 hämtat från the Wayback Machine. Beppe.se. Läst 26 oktober 2014.